# Aphrosylus mitis
Aphrosylus mitis är en tvåvingeart som beskrevs av George Henry Verrall 1912. Aphrosylus mitis ingår i släktet Aphrosylus och familjen styltflugor. Inga underarter finns listade i Catalogue of Life.